# Süßleiteck
Süßleiteck är ett berg i Österrike.   Det ligger i distriktet Murau och förbundslandet Steiermark, i den centrala delen av landet, 210 km sydväst om huvudstaden Wien. Toppen på Süßleiteck är 2 507 meter över havet, eller 283 meter över den omgivande terrängen. Bredden vid basen är 8,3 km.
Terrängen runt Süßleiteck är bergig västerut, men österut är den kuperad. Runt Süßleiteck är det ganska glesbefolkat, med 22 invånare per kvadratkilometer.. 
Trakten runt Süßleiteck består i huvudsak av gräsmarker.